# Ева Георгиева
Ева Георгиева, родена като Йовка Петрова Стоянова, е българска народна певица.

## Биография
Родена е в град Омуртаг на 28 юли 1925 г. Завършва Софийското средно музикално училище, в класа на проф. Георги Златев-Черкин. Цветана Дякович я насочва към народното пеене и тогава започва работа с различни оркестри в Радио София.
През 1952 година заедно с диригента Борис Петров и още шест народни певици става съоснователка на народния хор към радиото, наречен по-късно „Мистерията на българските гласове“.
Заедно с Янка Рупкина и Стоянка Бонева, основава и световноизвестното трио „Българка“. Трите певици подбират внимателно репертоара си, като негова основа стават техни солови песни, преработени за камерен състав и записани за Българското радио. По-късно те стават част от неговия Златен фонд. Пеенето на трио „Българка“ се откроява със своята спятост и фино музициране, което го утвърждава като една от най-добрите женски камерни фолклорни формации.
Световната известност на триото се дължи и на срещата певиците с продуцента на „Пинк Флойд“ и R.E.M. – Джо Бойд. Възхитен от тяхната музика останал и Джордж Харисън китарист на Бийтълс. Триото работи и по записите на два албума на британската поп звезда Кейт Буш.
Певиците изнасят изключително успешни турнета в Англия, Израел, Австрия, Австралия, Франция.